# Altinote stratonice oaxaca
Altinote stratonice oaxaca es una mariposa Heliconina de la familia Nymphalidae o mariposas patas de cepillo. Se caracteriza por las escamas amarillas opaco en el lado ventral de las alas especialmente en las hembras. Ninguna de las demás subespecies presenta esta coloración.

## Descripción
Mariposa de tamaño mediano. La longitud alar es en los machos de 24.4 mm. (26-31 mm) y en las hembras de 28.2 a 38 mm. El margen costal del ala anterior es ligeramente convexo, ápice redondo al igual que el margen externo. El torno es redondo y el margen anal es casi recto.  Las antenas, cabeza, tórax y abdomen son de color negro. Las alas anteriores el color de fondo es negro. El área de la célula discal es de color anaranjado, y a partir del área postdiscal, las celdas  (R2-R3, M1-M2, M2-M3, M3-Cu1, Cu1-Cu2, Cu2-A2, y célula anal) presenta color naranja hasta la región postbasal. Las alas posteriores en su vista dorsal son de color negro con presencia de ligeramente iridiscencia en las celdas Cu2-Cu1 y Cu1-M3. Ventralmente el patrón del ala anterior en el área de la célula discal es de color anaranjado y hacia las celdas va de color anaranjado a amarillo. Las alas posteriores el margen costal es ligeramente convexo, ápice redondo al igual que es externo y anal o interno.  En las alas posteriores es su vista ventral son de color negro el fondo, y presenta escamas amarillas, más densas el área cercana al área basal y totalmente cerca de la vena humeral. La cabeza, tórax y abdomen en su vista ventral también son de color negro.  La hembra es ligeramente diferente del macho, excepto que las alas ventralmente presentan mayormente escamas amarillas.

## Distribución
Sur de Oaxaca, Sierra Madre del sur.

## Ambiente
En Candelaria Loxicha, 550 m s. n. m., Jalatengo,  La Galera, La soledad (vegetación que existe es la Selva alta perennifolia), Portillo del Rayo, Río Hondo (2400 m s. n. m.), San José del Pacífico; Río Molino y San Miguel Suchixtepec (2200 m s. n. m.).

## Estado de conservación
No está enlistada en la NOM-059, ni tampoco evaluada por la UICN. 